# Joseph Robers
Joseph Robers (* 12. Februar 1944 in Südlohn; † 31. August 2011 in Münster) war ein deutscher Künstler, der vor allem für seine Städtebilder bekannt ist.

## Leben
Von 1973 bis 1974 studierte er an der Fachhochschule Münster im Fachbereich Design bei Marijan Vojska und Emil Bert Hartwig. Im Jahr 1977 legte er das Examen als Diplom-Designer ab.
Seitdem lebte er als freischaffender Künstler in Münster. In zahlreichen Ausstellungen präsentierte Robers seine Bilder unter anderem in Münster, Den Haag, Kassel, Essen, Dortmund, Hannover, Düsseldorf, Hamburg, Monte Carlo und Luxemburg.
Werke von Robers befinden sich in den Arbeits- und Empfangsräumen von über 50 Botschaften und Generalkonsulaten der Bundesrepublik Deutschland, unter anderem in Sydney, Bagdad, Paris, Shanghai, San Salvador und Riga.
Obwohl er auch mit Acryl auf Leinwand arbeitete, nehmen seine Radierungen den größeren Raum in seinen Werk ein. Robers fokussierte sich überwiegend auf die Darstellung altehrwürdiger Gebäude in deutschen Städten, welche mit aufwendigem Prägedruck in begrenzter Auflage veröffentlicht wurden.